# إي. إتش هاريمان
إي. إتش هاريمان (بالإنجليزية: E. H. Harriman) هو مستكشف أمريكي، ولد في 20 فبراير 1848 في قرية همبستيد في الولايات المتحدة، وتوفي في 9 سبتمبر 1909 في مقاطعة أورانج في الولايات المتحدة.

## وصلات خارجية
- إي. إتش هاريمان على موقع الموسوعة البريطانية (الإنجليزية)